# Cauberg
De Cauberg is een heuvel, helling en straat in de Nederlands-Limburgse gemeente Valkenburg aan de Geul. De Cauberg is vooral bekend uit de wielersport. De helling werd vele malen in het parcours van belangrijke wielerwedstrijden opgenomen, zoals jaarlijks in de klassieker Amstel Gold Race. Daarnaast bevinden zich op de Cauberg enkele belangrijke toeristische attracties, gedenktekens en rijksmonumenten. De weg is onderdeel van de provinciale weg 590.

## Ligging en stijgingsgraad

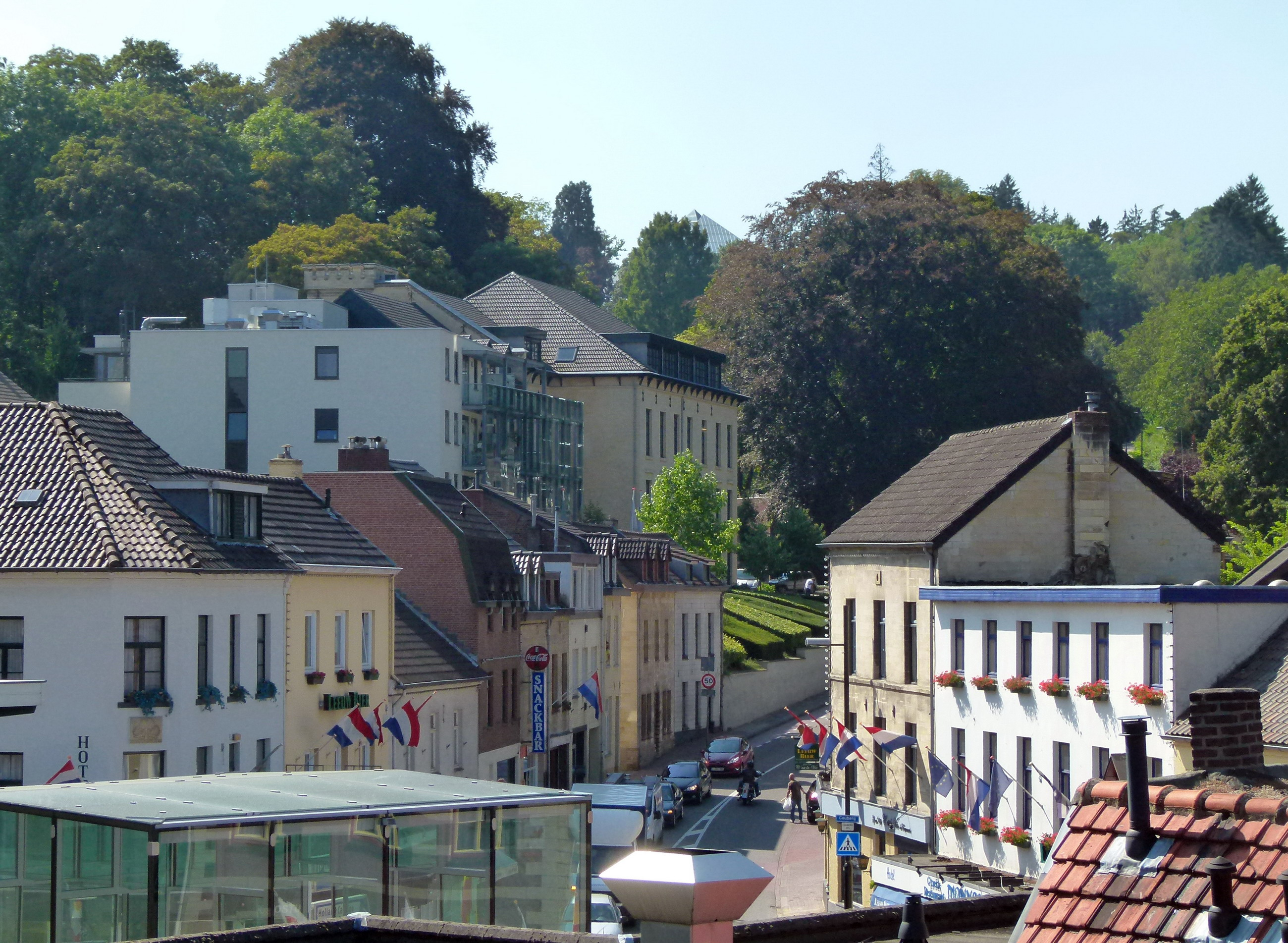
De Cauberg gezien vanaf de kasteelruïne van Valkenburg

De voet van de helling bevindt zich vlak bij de Grendelpoort, een van de oorspronkelijk drie stadspoorten van Valkenburg. Het gebied aan de voet van de Cauberg direct buiten de Grendelpoort heet Grendelplein, een druk uitgaanscentrum met veel hotels, cafés en restaurants.
Vanaf het Grendelplein loopt de helling direct vrij steil omhoog in zuidwestelijke richting. Halverwege beschrijft de helling een flauwe bocht naar het zuiden. Nabij de top volgt er een vrij scherpe bocht naar het westen. De top van de heuvel bevindt zich even ten westen van het dorp Vilt, waar de weg verder wordt aangeduid als Rijksweg.
Over het hellingspercentage en de lengte van de Cauberg bestaat onduidelijkheid. Schattingen variëren van 800 tot 1500 meter voor de lengte, 5 tot 8 % voor het gemiddelde hellingspercentage en 10 tot 12 % voor het maximale hellingspercentage. Volgens sommige metingen heeft de helling een lengte van 1450 meter, een gemiddeld stijgingspercentage van 5 % en een maximaal stijgingspercentage van 12 %.
In de Tour de France had de Cauberg een bergklasse van Categorie 3 en in de Vuelta Categorie 4.

## Geschiedenis
De naam Cauberg is mogelijk afgeleid van het Keltische woord kadeir of calm, dat 'hoogte' of 'heuvel' betekent. Dit woord is waarschijnlijk ook terug te vinden in de naam van het Nederlands-Limburgse Kelmond (hybride naam van Keltisch calm en Romaans mont). Vergelijkbare, hybride namen zijn Monteberg, Chaumont of Calmund in de Vlaamse Ardennen, Caumont (Pas-de-Calais),  Chaumont-devant-Damvillers of Parc des Buttes-Chaumont. De naam Cauberg zou echter ook kunnen afstammen van de familie Van Caldenborgh, afkomstig uit het naburige dorp Berg, die de Cauberg in haar bezit zou hebben gehad.  Tot in de jaren 80 werd de naam ook wel gespeld als 'Couberg'; in het midden van dat decennium is de spellingswijze met 'au' officieel vastgesteld.
Tot 1940 behoorde de Cauberg tot de gemeente Berg en Terblijt. In 1934 werd de Cauberg bestraat met klinkers en in 1969 geasfalteerd. Op 29 september 1954 vond er een groot verkeersongeluk plaats op de Cauberg. Tijdens de afdaling weigerden de remmen van een Belgische toeristenbus en verloor de chauffeur de controle over zijn voertuig. De bus ramde het mergelstenen monument, op het Grendelplein, aan de voet van de heuvel en kwam pas tientallen meters verder tegen de gevel van een restaurant aan het Grendelplein tot stilstand. Achttien passagiers en een voorbijganger kwamen om het leven.
De Cauberg speelde een belangrijke rol bij de ontwikkeling van het toerisme in Valkenburg. In 1898 werd er in het Rotspark een houten uitzichttoren gebouwd, een voorloper van de Wilhelminatoren, die in 1906 op de tegenoverliggende Heunsberg verrees. Na de Tweede Wereldoorlog opende Erie Klant op een terrein aan de Cauberg de dompteursschool annex dierentuin Klant's Zoo. In de jaren 1960 en '70 was op het terrein van het huidige Kuurpark een skelterbaan gevestigd. In dezelfde periode speelde de op de top van de Cauberg gelegen Europacamping, destijds het grootste kampeerterrein in de omgeving van Valkenburg, een belangrijke rol in de ontwikkeling van het jongerentoerisme.

## Bezienswaardigheden

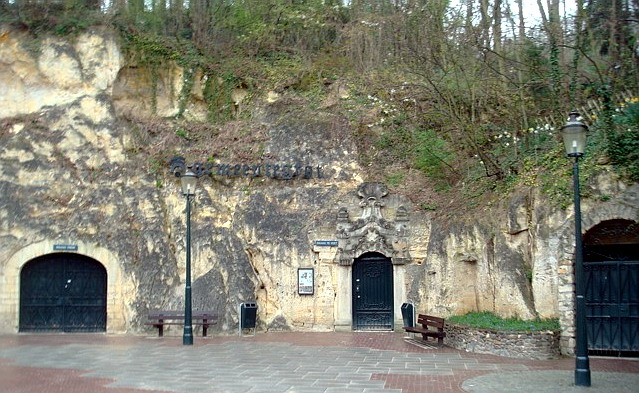
Ingang Gemeentegrot

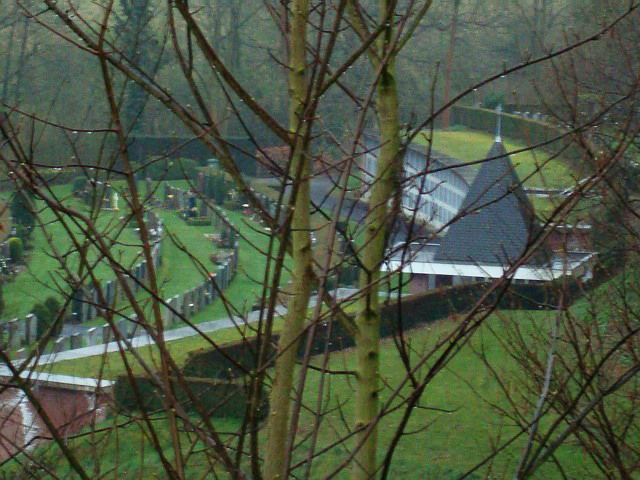
Begraafplaats en verzetsmonument

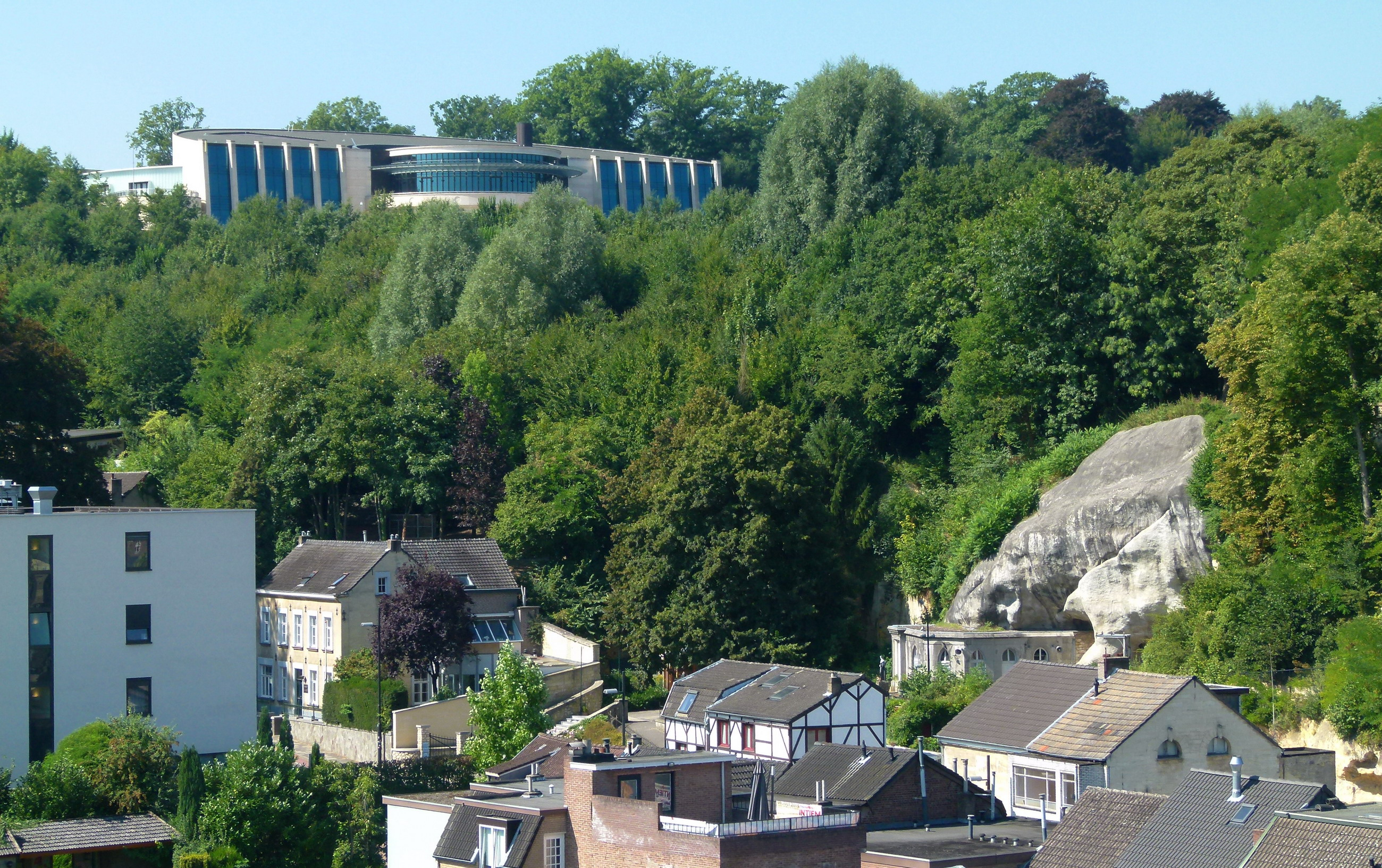
Holland Casino en Lourdesgrot

Aan de voet van de Cauberg, op het Grendelplein, staat het monument De Valk, drie bronzen valken op een hardstenen zuil, op de plek waar tot het fatale busongeluk van 1954 het neogotische mergelmonument van Cuypers stond. In het voorjaar wordt hier de Valkenburgse meiboom opgericht; in de winter staat er een grote kerstboom.
Aan de rechterzijde ligt, net buiten het centrum van Valkenburg, de ingang van de Gemeentegrot, een mergelgroeve, waar regelmatig rondleidingen worden gegeven. In de groeve bevinden zich onder andere gangenstelsels die teruggaan op middeleeuwse mergelwinning, een ondergronds meertje en groot aantal houtskooltekeningen en mergelsculpturen. In de winter vindt in de onderaardse gangen een kerstmarkt plaats. Schuin tegenover de Gemeentegrot ligt het voormalige klooster van de Congregatie van de Heilige Harten van Jezus en Maria ('paters van de Cauberg'), dat begin 21e eeuw werd verbouwd tot luxe zorgappartementencomplex Domaine Cauberg.
Verderop ligt de Heilig Hartgroeve aan de zuidzijde van de Cauberg. Aan deze zijde begint ook de Trichtergrubbe, een doodlopende holle weg die naar het Valkenburgs Grottenaquarium voerde, dat eveneens was aangelegd in een verlaten mergelgroeve en in maart 2014 werd gesloten nadat de eigenaar was overleden met als gevolg dat de dieren niet meer verzorgd konden worden. Er tegenover ligt de Lourdesgrot, een replica van de grot van Massabielle te Lourdes. De Valkenburgse Lourdesgrot maakt gebruik van een spelonk in de mergelwand, waardoor het geheel vrij authentiek overkomt. Bij de grot ligt een openluchtkapel, waar missen worden opgedragen en de rozenkrans wordt gebeden. Op het terrein bevindt zich een winkel voor religieuze artikelen.
Aan de noordzijde bevindt zich de Grotwoning Tante Ceel.
De Begraafplaats Cauberg is aangelegd op een steile helling aan de zuidzijde van de heuvel en heeft terrassen met voor Nederland unieke bovengrondse galerijgraven. De begraafplaats telt bovendien enkele grafmonumenten uit de late 19e en vroege 20e eeuw, waarvan er een viertal beschermd zijn als rijksmonument. De neogotische grafkapel van de familie Habets is ontworpen door de bekende architect Pierre Cuypers, die enige tijd in Valkenburg woonde. Cuypers maakte ook het ontwerp voor de Romeinse Katakomben (met Cuypershuisje) en het Valkenburgs Openluchttheater, beide dicht bij de voet van de Cauberg gelegen. Tevens staat er op de begraafplaats de Kerkhofkapel Cauberg.
Hogerop de heuvel, vlak bij de eerste bocht, bevindt zich het provinciaal verzetsmonument, op de plek waar in de Tweede Wereldoorlog de jonge verzetsstrijders Sjeng Coenen en Joep Francotte werden gefusilleerd. De zeshoekige gedachteniskapel met een langgerekte luifel en een piramidevormig dak, is ontworpen door Jean Huysmans; de reliëfs zijn van Charles Eyck. Op de achterwand staan de namen van 324 omgekomen verzetsmensen uit heel Limburg. Naast de kapel staat een vredescarillon met tien bronzen klokken. Vlakbij bevond zich ook een gedenkteken voor de in Valkenburg geboren wielrenner Jan van Hout, die in februari 1945 op 36-jarige leeftijd in het concentratiekamp Neuengamme overleed. Op 15 mei 2006 werd het monument, een initiatief van onder andere sportverslaggever Jean Nelissen, onthuld door Van Houts weduwe en Bernard Hinault. Door vandalen werden dit en andere gedenkzuilen vernield. De gemeente besloot in 2020 te stoppen met renoveren en vervangen van de vernielde en gestolen wielermonumentjes.
Ongeveer halverwege de Cauberg bevinden zich aan de noordkant van de weg een vestiging van het Holland Casino, ontworpen door Arno Meijs, met daarachter het Polferbos. Het landschapspark rondom het casino vormt een eenheid met het Rotspark op de noordelijke helling van de Cauberg en heet sinds begin 21e eeuw Kuurpark Cauberg. Iets verderop bevindt zich aan de zuidzijde van de weg het kuuroord Thermae 2000. Het kuuroord is verbonden met het parkeerterrein bij het casino door middel van een voetgangersbrug over de Cauberg. In 2012 werd op de Cauberg de Hill of Fame onthuld, een serie stalen tegels met opschrift, waarmee de wereldkampioenen wielrennen worden geëerd.
Boven op de Cauberg bevindt zich op de plek van de vroegere Europacamping het Landal Kasteeldomein De Cauberg, onderdeel van Landal GreenParks. Het vakantiepark is gebouwd in postmodernistische stijl met enkele appartementencomplexen in de vorm van Limburgse kasteelhoeven en een aantal vakantiehuizen in vakwerkstijl.

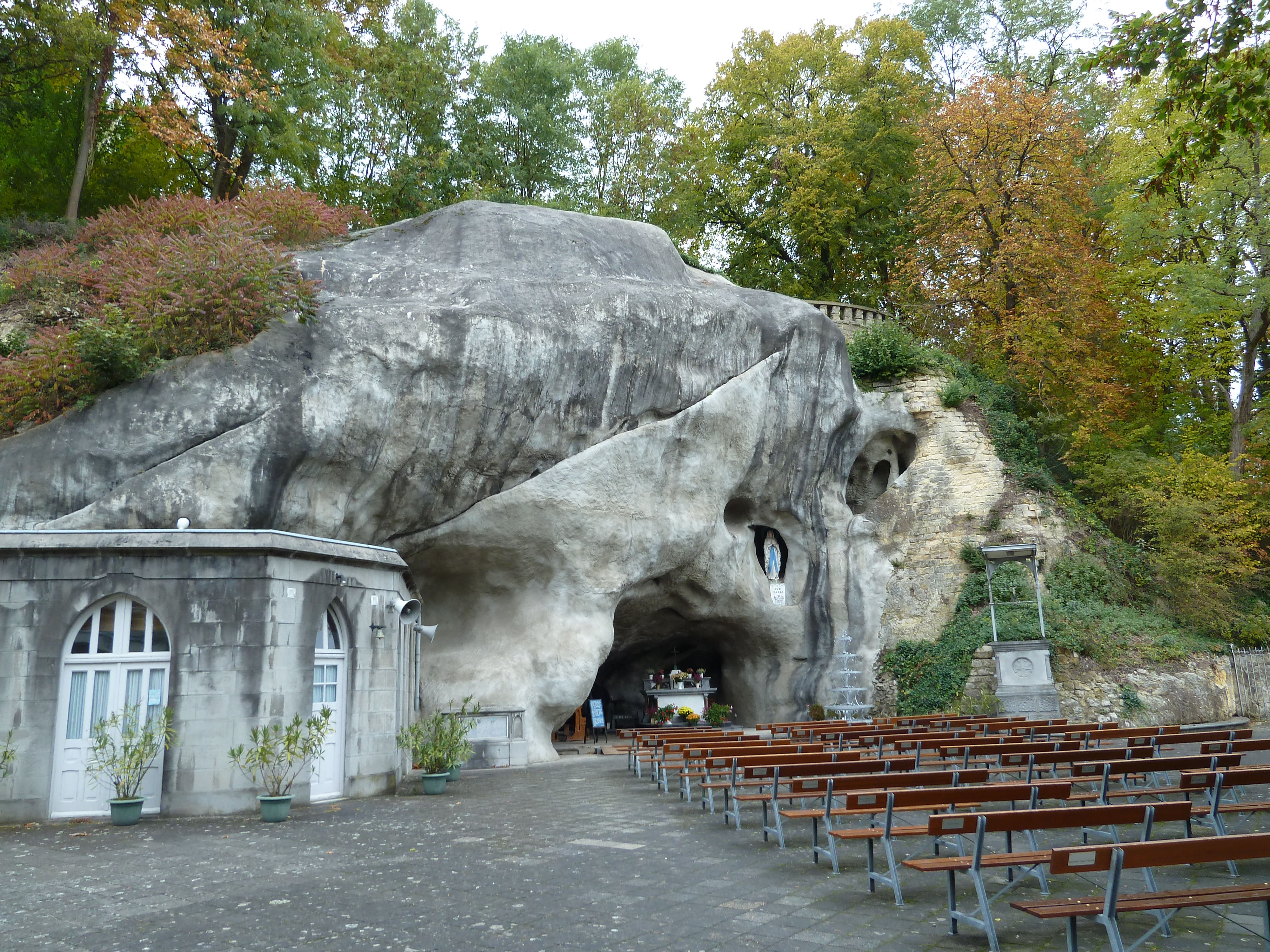
Lourdesgrot
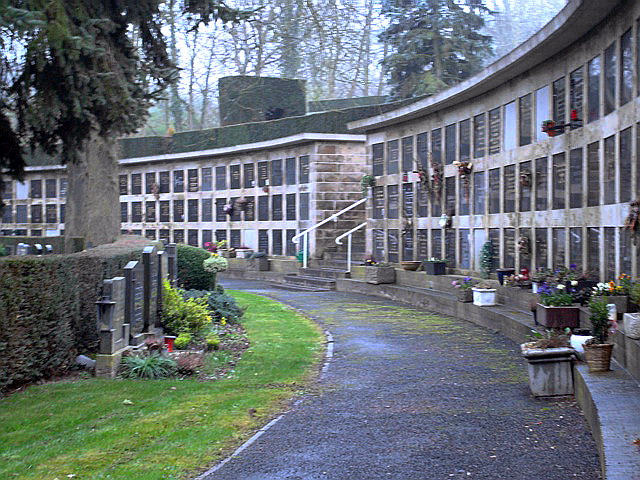
Galerijgraven
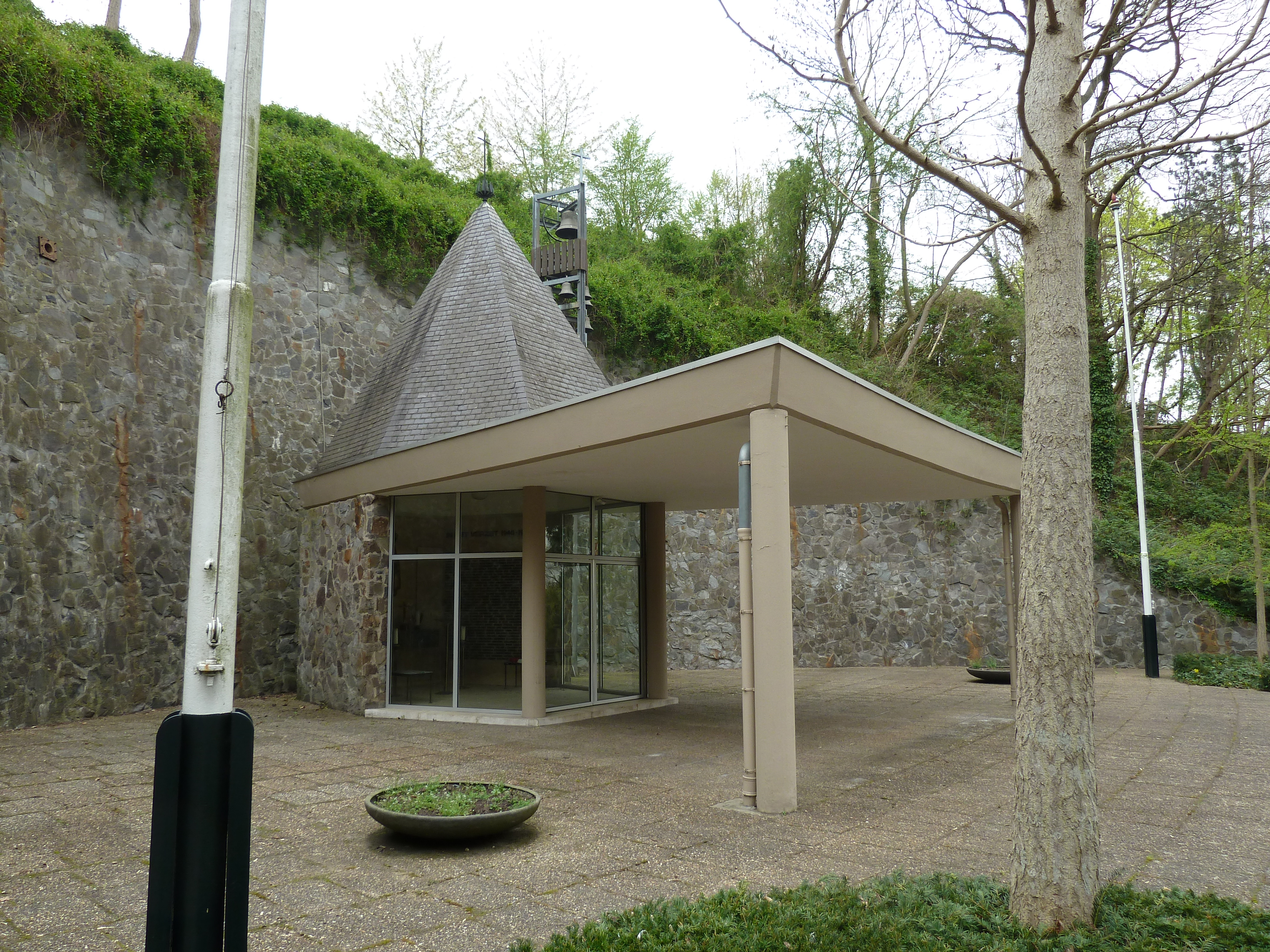
Provinciaal Verzetsmonument
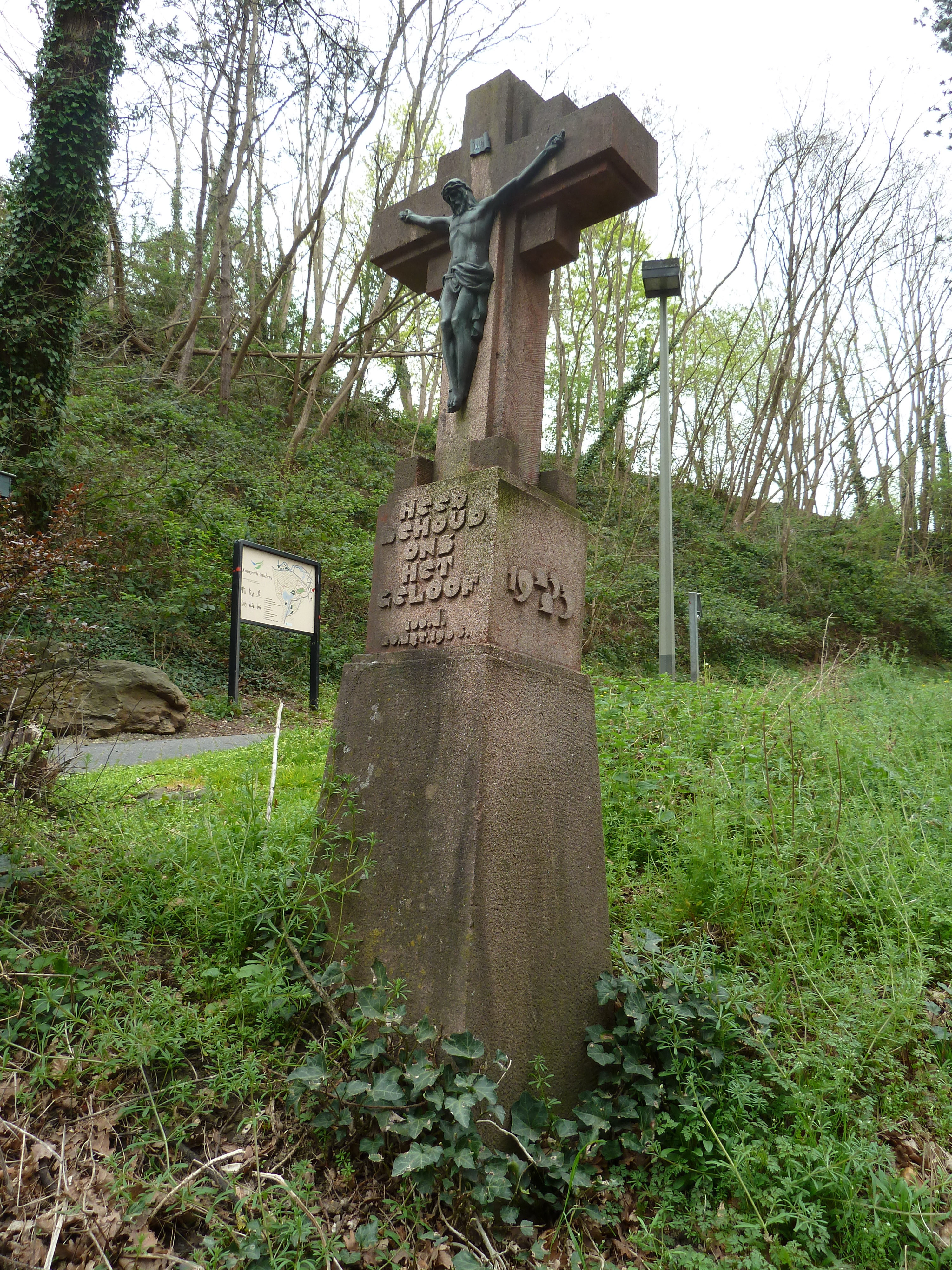
Herdenkingskruis
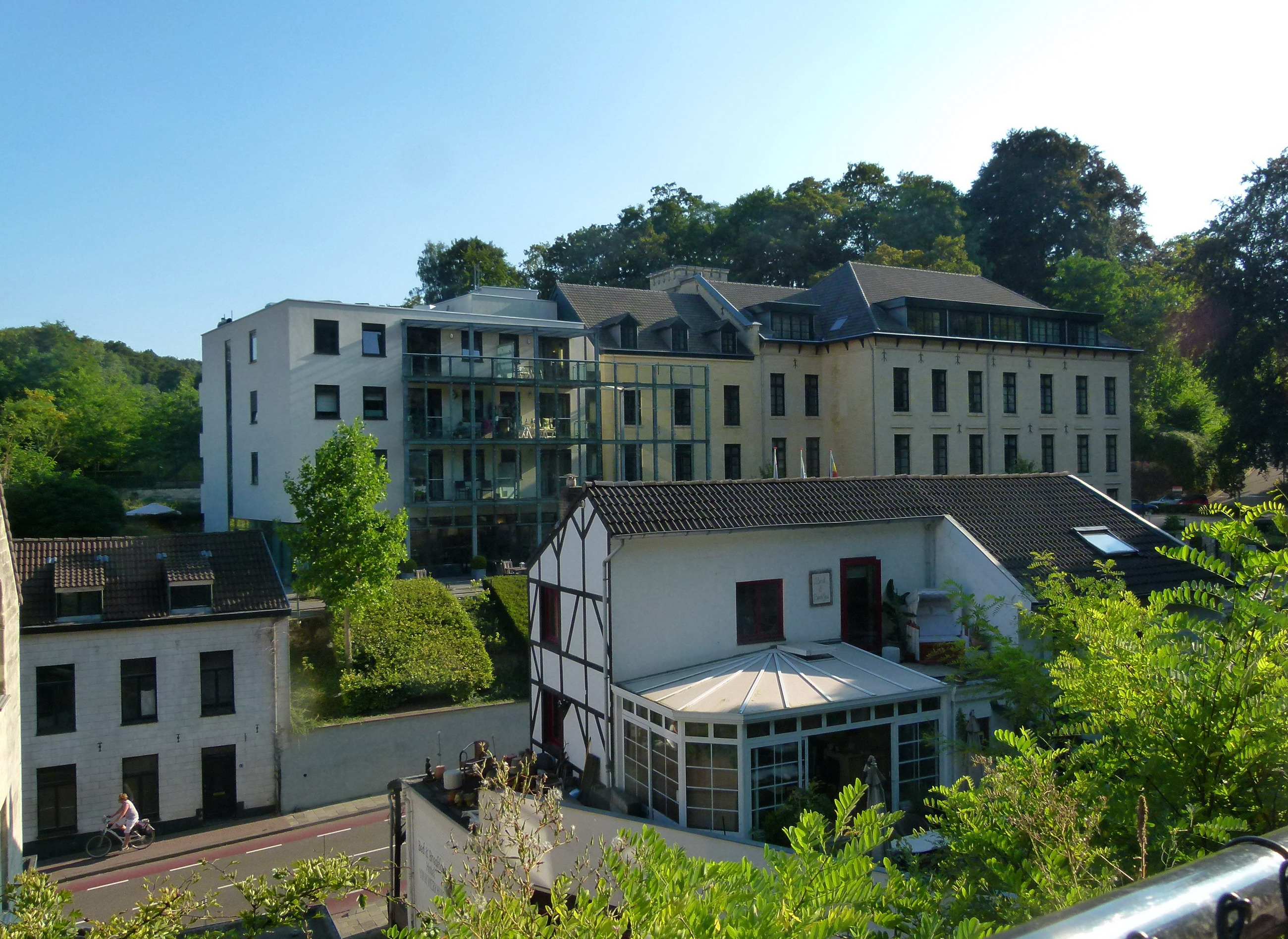
Domaine Cauberg
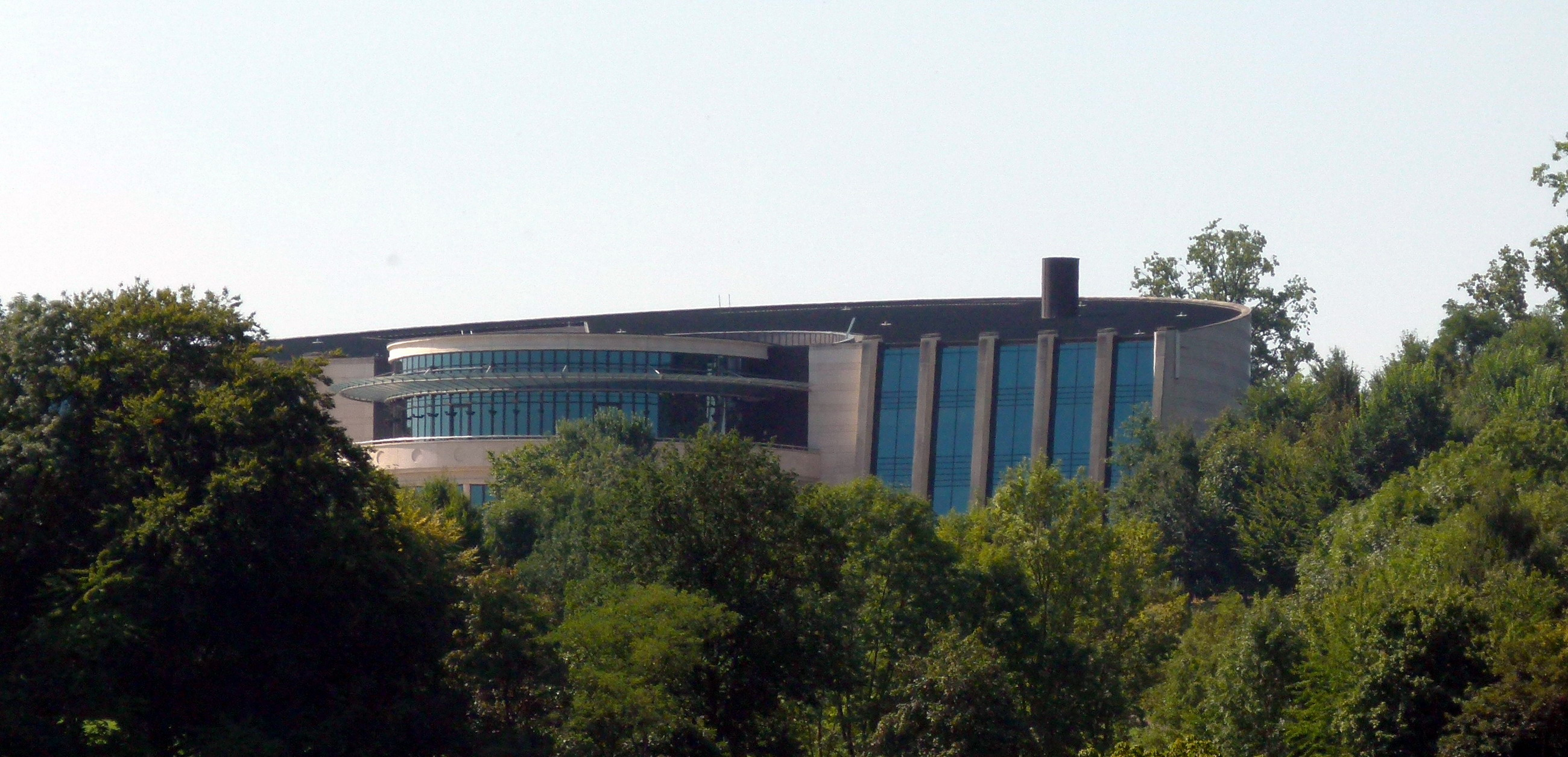
Holland Casino
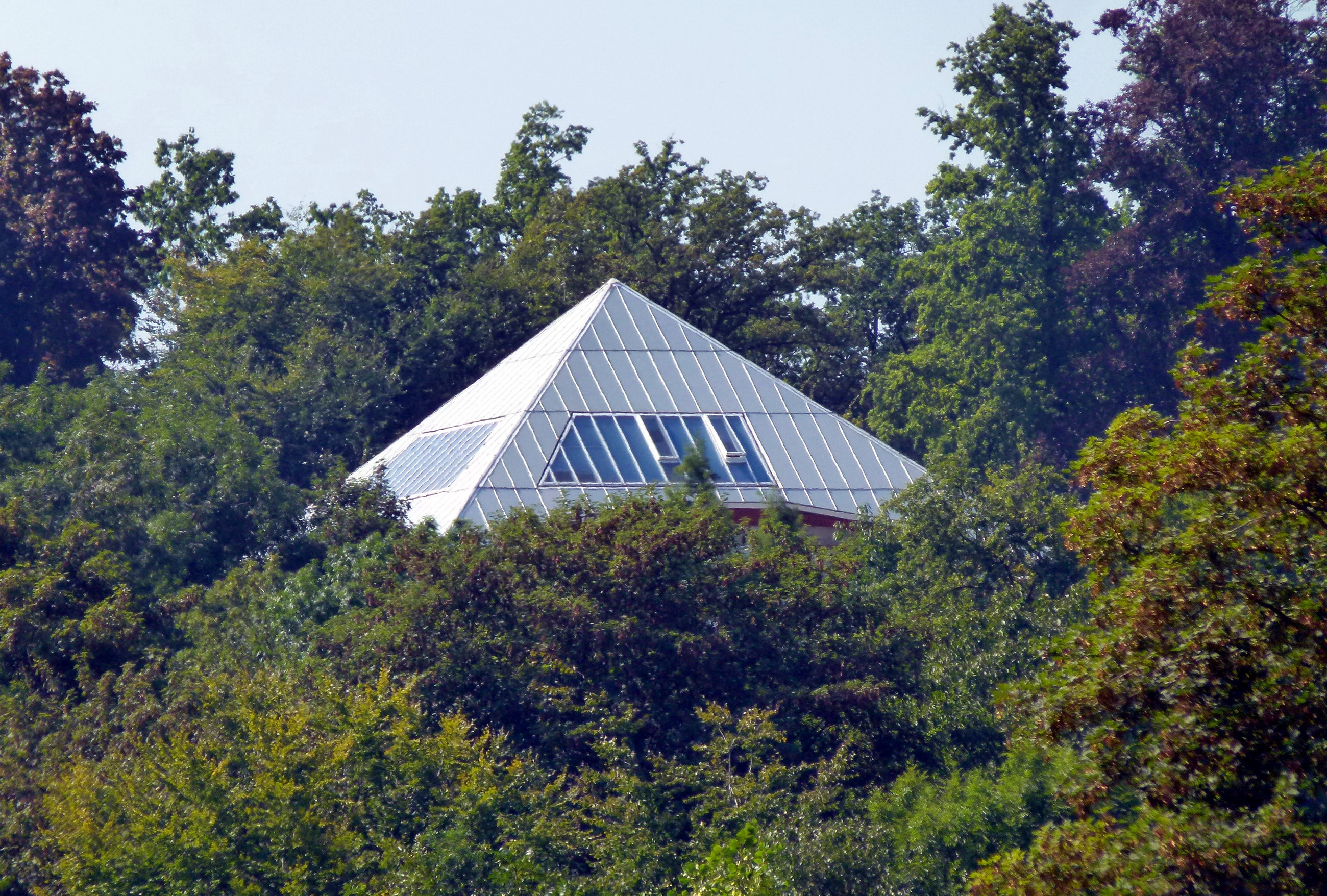
Thermae 2000
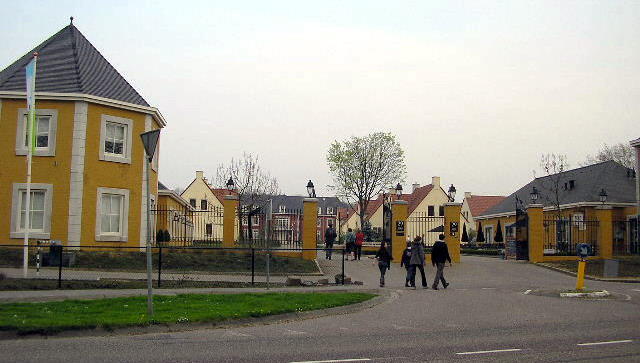
Landal vakantiepark

## Evenementen

### Wielrennen
De Cauberg is diverse malen onderdeel geweest van het parcours van de wereldkampioenschappen wielrennen en sinds 1971 onderdeel van de Amstel Gold Race. Tijdens het wereldkampioenschap wielrennen 1938, het laatste voor de Tweede Wereldoorlog, werd de Belg Marcel Kint er wereldkampioen en bleef dat gedurende 8 jaar. In 1948 werd de Belg Briek Schotte wereldkampioen. In 1979 Nederlander Jan Raas en in 1998 de Zwitser Oscar Camenzind. De voorlopig laatste WK wegwielrennen van 2012 was de Belg Philippe Gilbert die als eerste aan de meet kwam. De laatste werd door de pers, mede door zijn 4 overwinningen van de wielerklassieker de Amstel Gold Race, ook wel Mister/ Monsieur of King Cauberg genoemd.
De toertocht, het Wielerfestival Cauberg, is sinds 2024, ter ere vernoemd tot de Philippe Gilbert Cauberg Classic.
Op 11 juli 1992 was er de finish van een etappe van de Ronde van Frankrijk. In de Ronde van Frankrijk 2006 eindigde op 4 juli opnieuw een Touretappe vlak na de beklimming van de Cauberg. De Ronde van Spanje 2009 (“Alto de Cauberg”) deed de Cauberg tweemaal aan. In 2024 ging de 4e etappe van de Ronde van Frankrijk voor vrouwen, die startte in Valkenburg, over de Cauberg.
De Amstel Gold Race had van 2003 tot 2012 zijn finish bovenaan de Cauberg. Van 2013 tot 2016 lag de finish 2 kilometer verder tussen Vilt en Berg en Terblijt. Vanaf 2017 was de Cauberg geschrapt in de finale en werd deze voor het laatst beklommen op ruim 20 kilometer van de finish, om de klassieker een meer "open" karakter te geven. In begin 2025 werd aangekondigd dat de Cauberg opnieuw zou worden opgenomen in de laatste kilometers en dat deze op het laatst nog een keer moet worden bedwongen op 2 km van de finish, nog steeds tussen Vilt en Berg en Terblijt. De helling moet meerdere keren worden beklommen deze wedstrijd, bij de mannenwedstrijd 3 keer en bij de vrouwenwedstrijd 5 keer (2025). 
Andere belangrijke wielerwedstrijden die de Cauberg in het parcours hebben of hadden opgenomen, zijn: Eneco Tour, Olympia’s Tour, Ster Elektrotoer, Holland Ladies Tour, de Ronde van Limburg en de Hel van het Mergelland.
De Cauberg Cyclocross was een veldritwedstrijd die sinds 2011 jaarlijks werd georganiseerd op de Cauberg. Vanaf het seizoen 2013-2014 behoorde de wedstrijd tot de wereldbeker veldrijden. Op 3-4 februari 2018 vonden op de Cauberg de wereldkampioenschappen veldrijden 2018 plaats. De Belg Wout van Aert en de Belgische Sanne Cant werden er de wereldkampioenen. 
De Cauberg werd door Mart Smeets ooit "de kathedraal van het Nederlandse wielrennen" genoemd.
Wielerflits.nl noemde de Cauberg “de koning van de Nederlandse hellingen en volgens velen het meest legendarische lapje wielergrond wat we in Nederland hebben.” 
In Monopoly Koers, de wielervariant van het monopolyspel, is een locatie gewijd aan de Cauberg.
Ook zal het NK Wielrennen op de weg van 2028 worden gehouden in Valkenburg op een parcours waarin elke ronde de Cauberg zal moeten worden bedwongen. Aanleiding hiervoor is de viering van het 100-jarig bestaan van de KNWU.

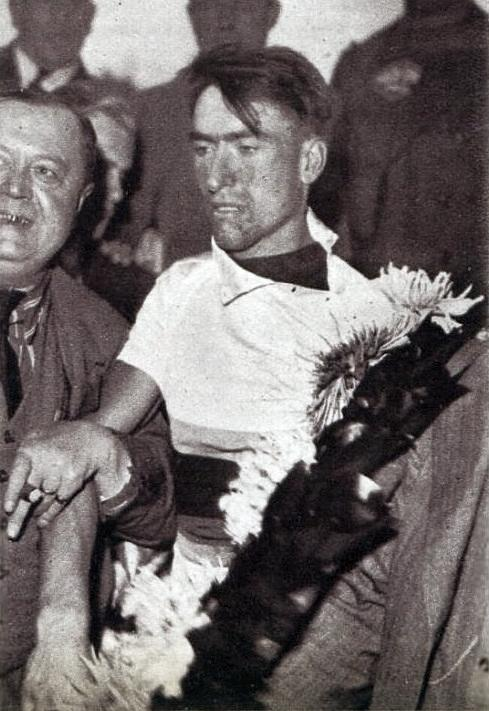
Wereldkampioen 1938 Marcel Kint
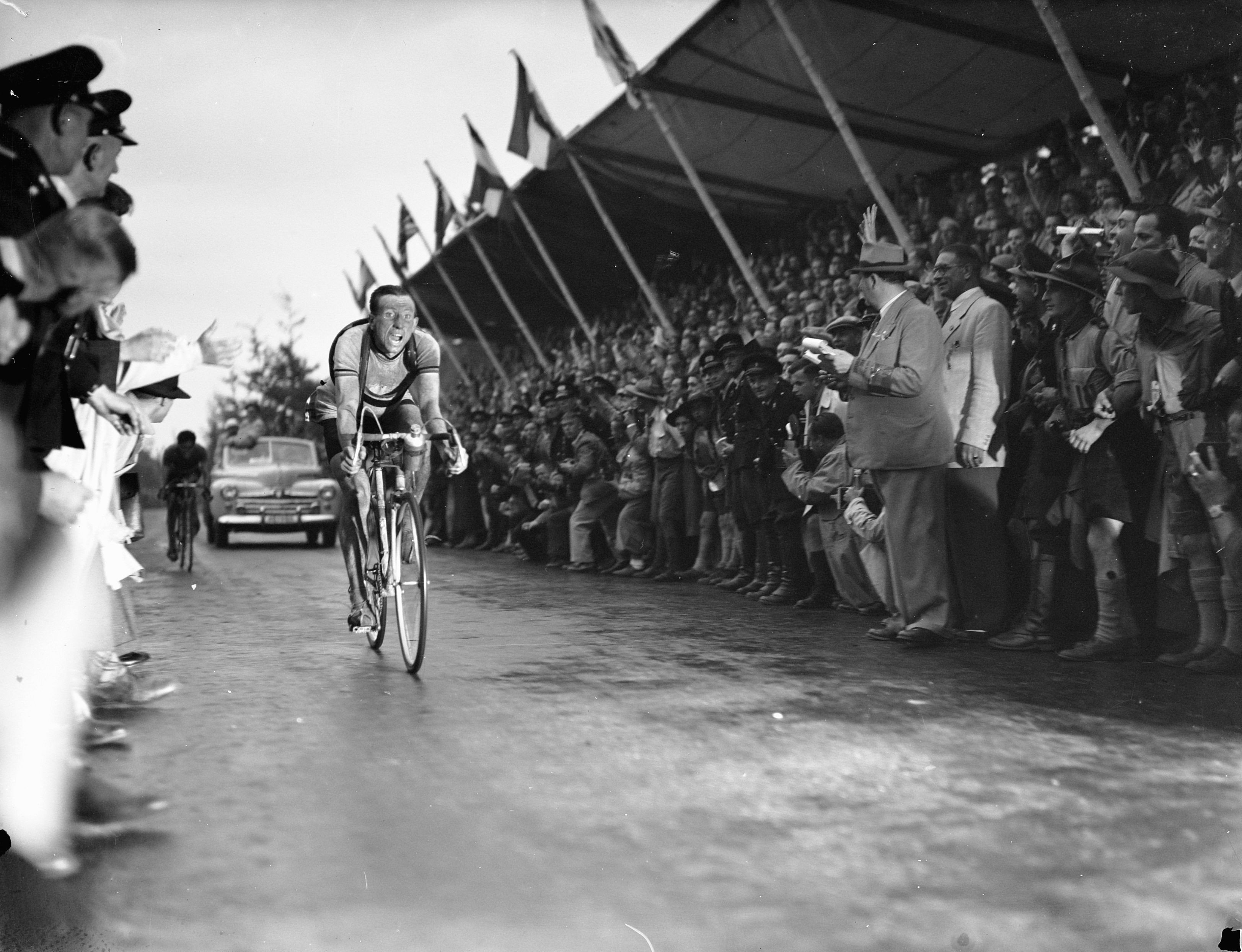
Finish van WK 1948, winnaar Briek Schotte
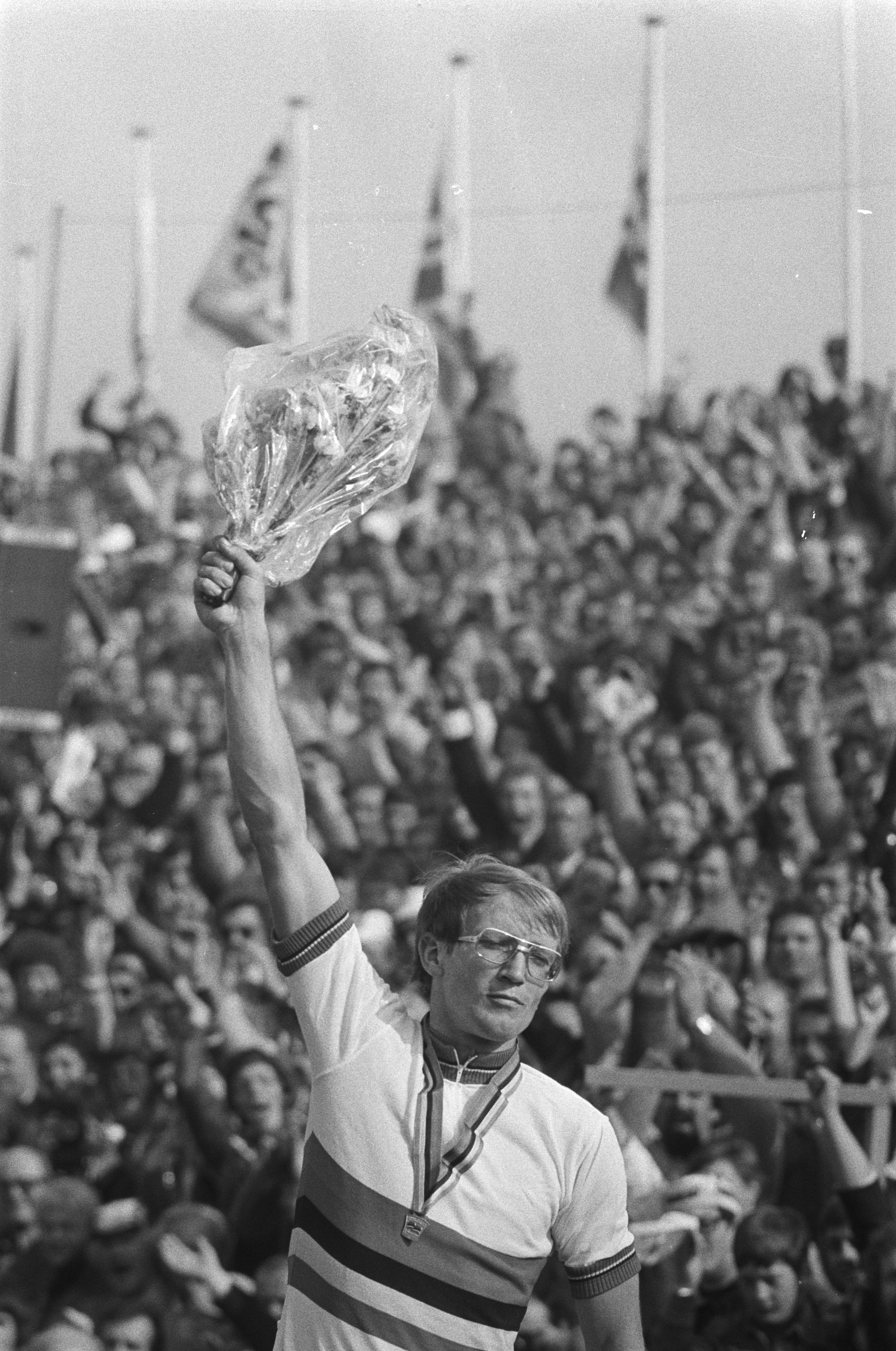
Huldiging Jan Raas op de Cauberg (WK 1979)
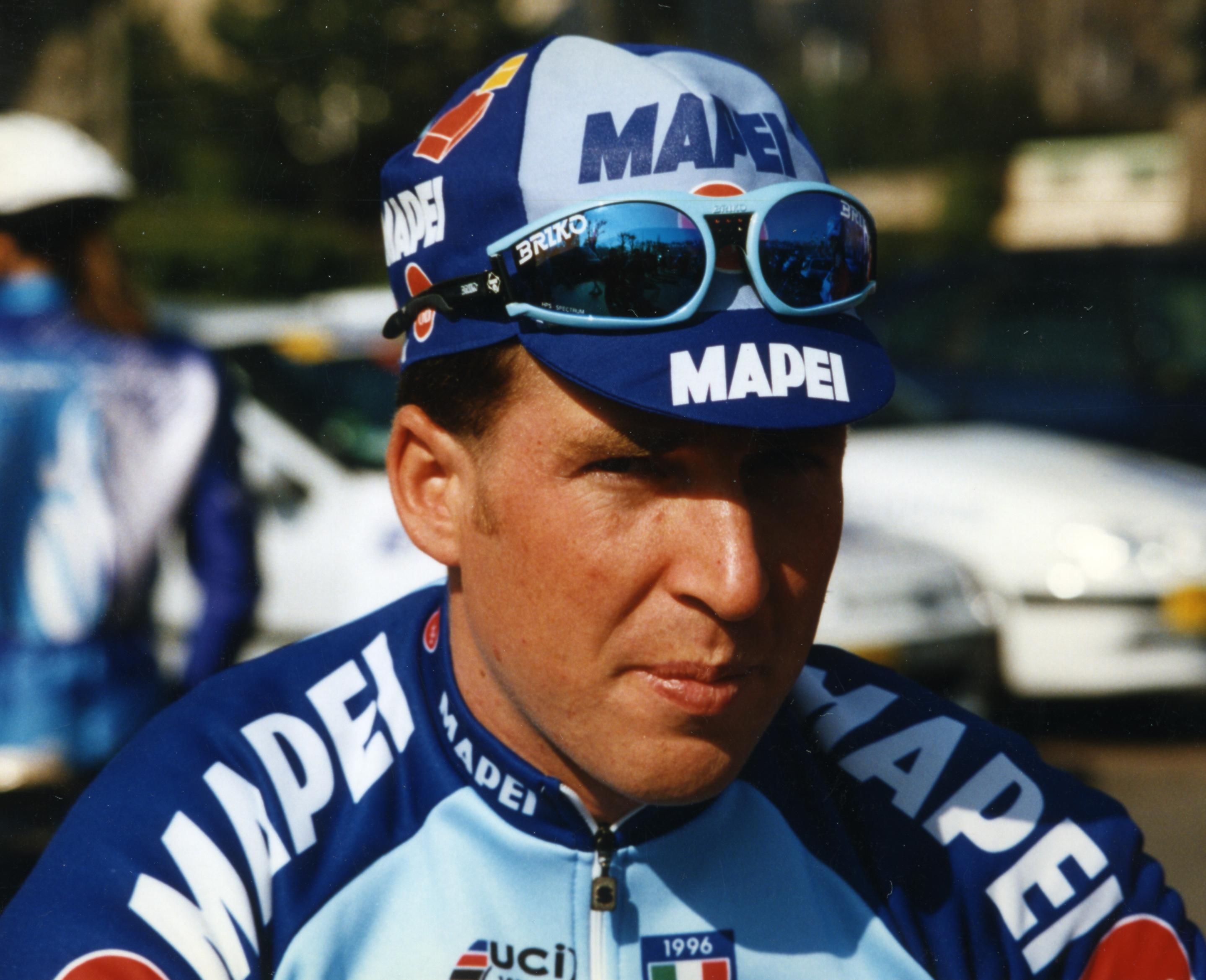
WK 1998, Oscar Camenzind winnaar

Polygoonjournaalfilmpjes NK en WK wielrennen op de Cauberg, 1937-1949
- NK van 1937. Winnaar John Braspennincx

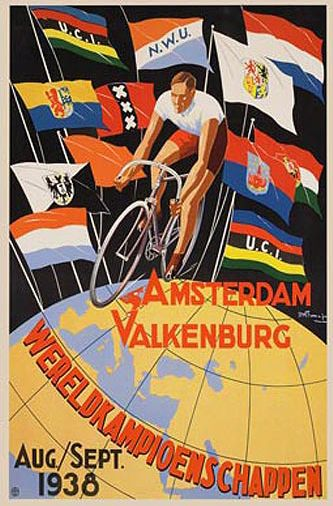
WK van 1938. Marcel Kint winnaar
- NK van 1943. Winnaar Theo Middelkamp
- NK van 1946. Winnaar Bouk Schellingerhoudt
- WK van 1948; winst Briek Schotte
- NK van 1949. Sjefke Janssen wint
- Wk Wielrennen 1938 Poster
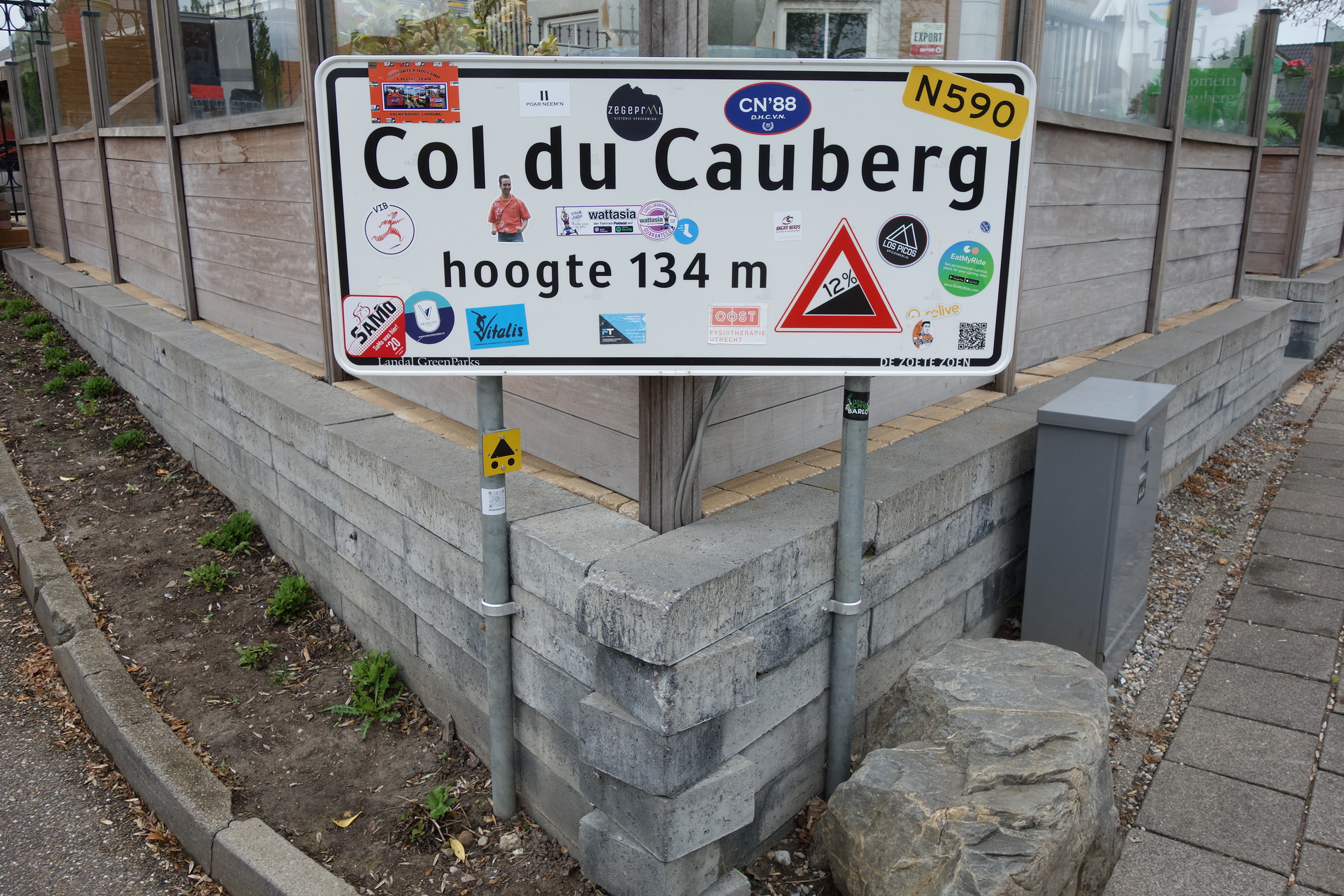
Naambord Col du Cauberg bovenaan

### Andere evenementen
Op 16 augustus 2007 vond het concert Elvis and More plaats op de Cauberg, ter herdenking van het feit dat Elvis Presley op die dag exact 30 jaar geleden overleden was. René Shuman & Angel-Eye met gastartiesten Wanda Jackson, Peter Koelewijn en Daniel Dekker verzorgden het herdenkingsconcert, waarbij 7500 bezoekers aanwezig waren. Sinds 2011 vindt in het Kuurpark achter het gebouw van Holland Casino het popfestival Pop on Top plaats. De achtste editie vond plaats op 2 en 3 juni 2018.
Op 5 februari 2011 werd in Valkenburg de Ice Cross Downhill verreden, een race om de wereldtitel Crashed Ice. Ook op 4 februari 2012 vond deze wedstrijd plaats op de Cauberg. Vanaf 2013 wordt de wedstrijd in SnowWorld Landgraaf verreden, waar een permanente baan ligt.